# Aeroportul Jumla
Aeroportul Jumla (IATA: JUM, ICAO: VNJL) este un aeroport din Chandannath⁠(d), Jumla District⁠(d), Karnali Province⁠(d), Nepal ce deservește zona Jumla⁠(d). Aeroportul a fost tranzitat în 2019 de 16.947 de pasageri. A fost numit după zona deservită.
Situat la o altitudine de 2.347 m, aeroportul dispune de o singură pistă.